# Isola Bazovyj
L'isola Bazovyj (in russo Остров Базовый, ostrov Bazovyj, in italiano "isola di base") è un'isola russa che fa parte dell'arcipelago di Severnaja Zemlja ed è bagnata dal mare di Kara.
Amministrativamente fa parte del distretto di Tajmyr del Territorio di Krasnojarsk, nel Distretto Federale Siberiano.

## Geografia
L'isola è situata lungo la costa occidentale dell'isola della Rivoluzione d'Ottobre, poco oltre l'imboccatura orientale del golfo Uzkij (залив Узкий, zaliv Uzkij). In particolare, si trova a circa 500 m dalla penisola Žiloj (полуостров Жилой, poluostrov Žiloj).
L'isola è di forma allungata (da nord-est a sud-ovest) e raggiunge circa gli 850 m di lunghezza. Non ci sono rilievi importanti; le coste sono piatte e lisce. È presente una vegetazione tipica della tundra, con erbe basse e resistenti e licheni.

## Isole adiacenti
- Isola Zabor (остров Забор, ostrov Zabor), 2 km a nord-ovest.
- Isole di Kolosov (oстрова Колосова, ostrova Kolosova), 2,7 km a ovest.
- Isola Obmannyj (остров Обманный, ostrov Obmannyj), 1,5 km a est.